# Beatriz Abril de Leal
Beatriz Abril de Leal (Colombia, 1939-Villavicencio, 16 de diciembre de 2023) fue una abogada y política colombiana.

## Biografía
Perteneciente al Partido Liberal fue la primera gobernadora del departamento del Meta desde el 25 de agosto de 1983 al 16 de agosto del 1984.
Falleció el 16 de diciembre de 2023, a los ochenta y cuatro años, en la Clínica Servimedicos de Villavicencio.